# Songmenzhen (ort i Kina, Zhejiang Sheng, lat 28,34, long 121,60)
Songmenzhen (kinesiska: 松门镇) är en ort i Kina. Den ligger i provinsen Zhejiang, i den östra delen av landet, omkring 250 kilometer sydost om provinshuvudstaden Hangzhou. Antalet invånare är 102 259. Befolkningen består av 48 873 kvinnor och 53 386 män. Barn under 15 år utgör 12,0 %, vuxna 15-64 år 77 %, och äldre över 65 år 10,0 %.
Närmaste större samhälle är Jinqingzhen, 19,6 km norr om Songmenzhen. 
Genomsnittlig årsnederbörd är 2 153 millimeter. Den regnigaste månaden är juni, med i genomsnitt 331 mm nederbörd, och den torraste är januari, med 72 mm nederbörd.